# Kate Upton
Kate Upton (St. Joseph, Michigan, 10 de juny de 1992) és una model i actriu estatunidenca coneguda per la seva aparició en Sports Illustrated Swimsuit Issue 2011. Durant el llançament a Las Vegas, Kate va ser nomenada 'Novella de l'Any'.
També va ser el rostre des de 2010 a 2011 de Guess? i ha fet de model per Beach Bunny i Victoria's Secret.

## Filmografia
| Any  | Títol             | Paper                    | Notes |
| ---- | ----------------- | ------------------------ | ----- |
| 2011 | Tower Heist       | Mr. Hightower's Daughter |       |
| 2012 | The Three Stooges | Sister Bernice           |       |
| 2014 | The Other Woman   | Amber                    |       |
| 2017 | The Layover       | Meg                      |       |

| Any  | Títol                                           | Paper        | Notes                                |
| ---- | ----------------------------------------------- | ------------ | ------------------------------------ |
| 2011 | Tosh.0                                          | Ella mateixa | Episodi: «Bug in Mouth Reporter»     |
| 2012 | Sports Illustrated: The Making of Swimsuit 2012 | Ella mateixa | Especial de televisió                |
| 2012 | Saturday Night Live                             | Ella mateixa | Episodi: «Maya Rudolph/Sleigh Bells» |
| 2012 | GTTV Presents MLB 2K12: The Perfect Club        | Ella mateixa | Data d'episodi: 24 de maig           |